# Комендантовка
Комендантовка (укр. Комендантівка) — село, Комендантовский сельский совет, Кобелякский район, Полтавская область, Украина.
Код КОАТУУ — 5321883801. Население по переписи 2001 года составляло 503 человека.
Является административным центром Комендантовского сельского совета.

## Географическое положение
Село Комендантовка находится на левом берегу реки Кобелячек,
выше по течению на расстоянии в 2 км расположено село Дабиновка,
ниже по течению на расстоянии в 2,5 км расположено село Кобелячек (Кременчугский район),
на противоположном берегу — село Калашники (Козельщинский район).
В братской могиле похоронены советские воины, в том числе старший брат Михаила Водяного — Роберт

## Экономика
- Молочно-товарная ферма.

## Достопримечательности
- Пирамида-усыпальница рода Белевичей.